# Bana (departement)
Bana is een van de 10 departementen van de Burkinese provincie Balé. De hoofdstad is Bana.

## Geografie
Het departement bestaat uit de volgende steden en gemeentes:
- Bana (hoofdplaats)
- Bassana
- Bissa
- Danou
- Fofina
- Ouona
- Sienkoro
- Solonso
- Somona
- Yona

## Bevolking
In 1996 leefden er 12.299 mensen in het departement.
Bagassi · Bana · Boromo · Fara · Oury · Pâ · Pompoi · Poura · Siby · Yaho